# Landon Donovan
Landon Timothy Donovan (Ontario, 4 de março de 1982) é um ex-futebolista americano que atuava como meia. É considerado o maior jogador norte-americano de todos os tempos e o maior ídolo do clube americano Los Angeles Galaxy. Atualmente trabalha como treinador da equipe estadunidense San Diego Loyal SC, que disputa a United Soccer League.
Revelado para o futebol pelo treinador Frank Yallop, é o maior recordista em número de assistências na Seleção Norte-americana de Futebol, além de também ser o maior artilheiro, tendo ultrapassado o recordista anterior, Eric Wynalda, numa partida disputada em 18 de janeiro de 2008, contra a Suécia (2 x 0). Também foi eleito o melhor atleta dos Estados Unidos em três oportunidades, e em outras seis, o melhor jogador de futebol. Surpreendentemente, foi excluído pelo técnico Jürgen Klinsmann do grupo de 23 jogadores dos Estados Unidos que disputaram a Copa do Mundo 2014, perdendo a oportunidade de participar de sua quarta Copa.

## Carreira

### Início
Donovan demonstrou sua paixão ao futebol com apenas seis anos, quando participou de um campeonato regional, tendo marcado sete vezes em sua primeira partida. Quando tinha dezessete anos, acabou sendo aceito no IMG Soccer Academy, programa de desenvolvimento da federação estadunidense.

### Bayer Leverkusen/San Jose Earthquakes
Mais tarde, em 1999, recebeu uma oportunidade para treinar no futebol alemão, defendendo o Bayer Leverkusen. Insatisfeito com a sua situação na Alemanha, acabou retornando ao futebol estadunidense, emprestado ao San José Earthquakes durante uma temporada. Seu sucesso na equipe foi imediata, conquistando o campeonato nacional logo de início e, duas temporadas depois também, se tornando um dos principais nomes do futebol nacional. Durante seus quatro anos, ele marcou trinta e duas vezes, distribuindo vinte e nove assistências, e mais dez gols e seis assistências nos playoffs. Donovan também foi nomeado atleta estadunidense do ano em 2003.
Em 2004, Donovan se tornou o primeiro a ser nomeado atleta estadunidense do ano em dois anos seguidos, antes de retornar ao Bayer Leverkusen no ano seguinte. Depois de apenas sete partidas, sendo duas como titular, Donovan declarou sua intenção de retornar à MLS. Apesar de uma proposta do Portsmouth, os dirigentes aceitaram a vontade de Donovan. Porém, acabou não conseguindo retornar ao Earthquakes, mas conseguiu se transferir para o Los Angeles Galaxy, de sua cidade natal, um semana antes do início da temporada local.

### Los Angeles Galaxy
Em sua primeira temporada com o Galaxy, Donovan marcou doze vezes e distribuiu dez assistências e, mais quatro gols e uma assitências nos playoffs, ganhando sua terceira MLS Cup, primeira com sua nova equipe. Após o término da temporada, foi eleito para a seleção. Em sua segunda temporada, Donovan marcou doze gols e distriubuiu mais oito assistências. Donovan também marcou mais três tentos US Open Cup. Apesar disso, Donovan e o Galaxy não conseguiram chegar aos playoffs e perderam a Open Cup para o Chicago Fire. Seus gols nos playoffs o transformaram no segundo maior artilheiro do Galaxy no campeonato, atrás apenas de Carlos Ruiz.

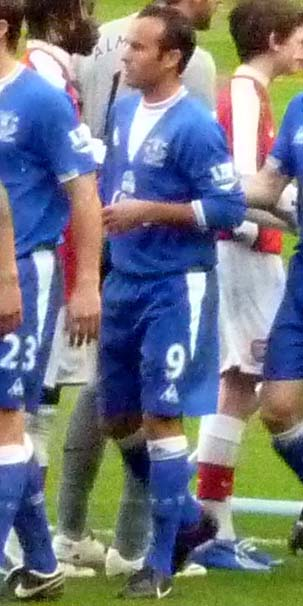
Donovan atuando contra o Arsenal.

Já em sua terceira temporada no clube, com a contratação do astro David Beckham, Donovan acabou perdendo a braçadeira de capitão e sua importância dentro do futebol nacional para o inglês. Ainda assim, continuou sendo importante, sendo artilheiro da SuperLiga com quatro tentos, tendo marcado em todas as partidas com exceção da final, onde acabou sendo derrotado. Nesse ponto de sua carreira, Donovan tinha oitenta e quatro gols, sendo o sétimo maior artilheiro nacional na classificação geral. Embora a temporada de 2008 tenha sido um decepção para o Galaxy, Donovan marcou vinte gols - sendo o artilheiro do campeonato - e distribuindo nove assistências em vinte e cinco partidas, formando um forte dupla ofensiva com Beckahm e Edson Buddle.
Nos clássicos de Los Angeles contra o Chivas USA, equipe associada aos imigrantes mexicanos, é conhecido por usar sua fluência em espanhol para provocar os adversários.
Em 2010, conquistou a MLS Supporters' Shield e também terminou como o maior número de assistências na temporada regular, com 16.

### Empréstimos
Em novembro de 2008, Donovan foi treinar com o elenco do Bayern Munique, antes de ser contratado por empréstimo até o início da temporada na MLS, em meados de março. Durante sua estadia no Bayern, Donovan participou de cinco amistosos, tendo marcado quatro vezes, mais seis participações no campeonato e uma na Copa da Alemanha. No término do empréstimo, o Bayern não quis estender seu empréstimo e Donovan acabou retornando ao Galaxy.
Em 18 de dezembro, foi confirmado seu empréstimo ao Everton, até março de 2010. Em sua passagem no Everton, Donovan atuou em treze partidas em todas as competições, marcou dois gols, e foi nomeado jogador do mês por suas performances em janeiro. Por conta de suas importantes participações, tendo a diretoria do clube tentado prorrogar o empréstimo até o término da temporada europeia, mas recusado pela equipe estadunidense  e Donovan retornou para o início da temporada. Por conta de seu desempenho no empréstimo ao Everton, Donovan foi considerado um dos onze melhores jogadores estadunidenses na Europa.. Ao término da Temporada 2011 da MLS, Donovan foi novamente emprestado ao Everton, por 2 meses.

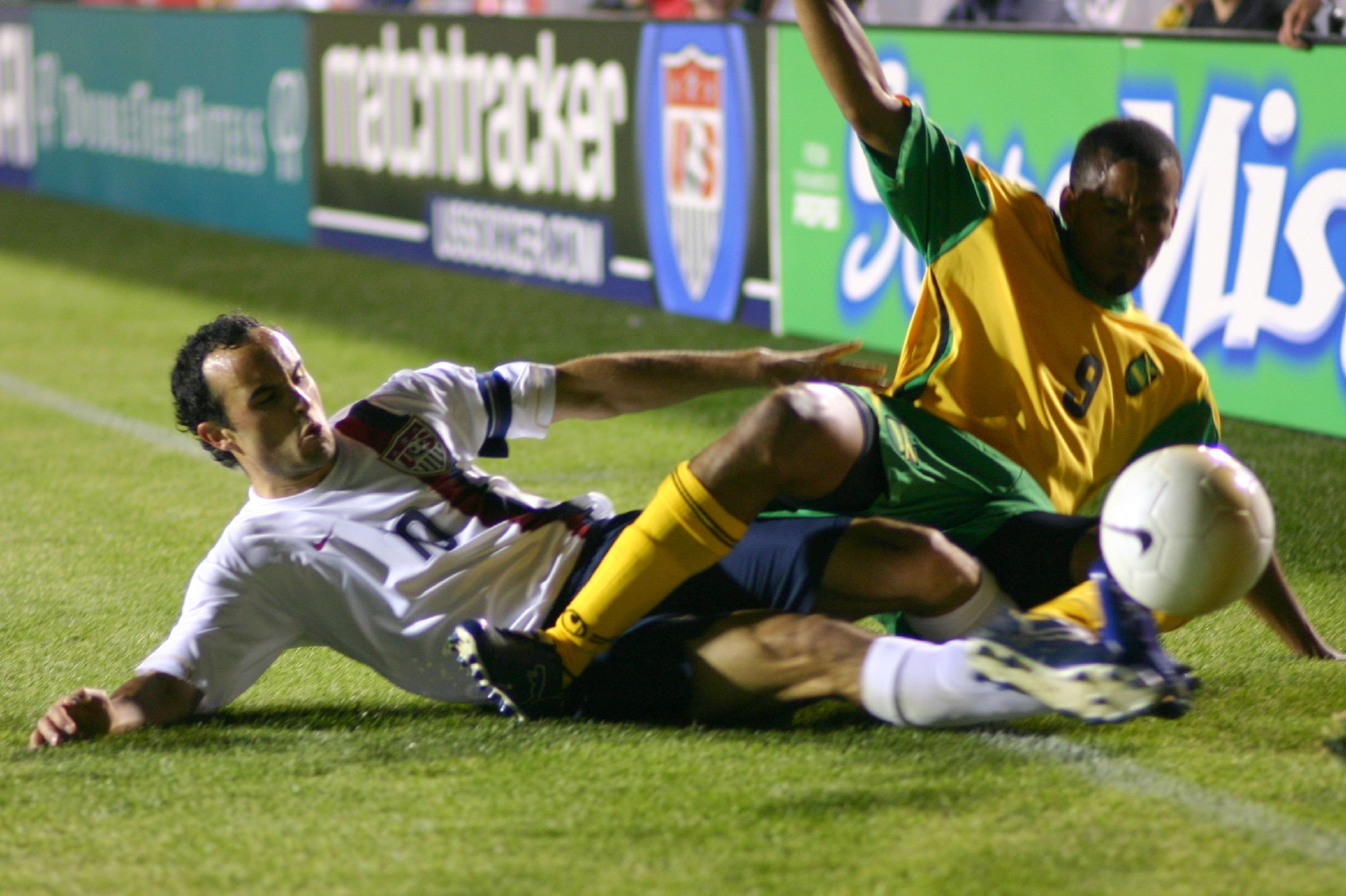
Donovan (esquerda) disputando a bola contra o jamaicano Fabian Dawkins em 2006.

### Aposentadoria
Em 7 de agosto de 2014 anunciou que deixaria o clube no fim da temporada, abandonando a modalidade com 32 anos.

### Retorno ao futebol
Donovan anunciou no dia 8 de setembro de 2016 que retornaria, após dois anos aposentado, a jogar pelo Los Angeles Galaxy.

### Novo retorno
Em 12 de janeiro de 2018, Donovan assinou com o León.

## Títulos
San José Earthquakes
- MLS Cup: 2001, 2003

Los Angeles Galaxy
- MLS Cup: 2005, 2011, 2012
- US Open Cup: 2005
- MLS Supporters' Shield: 2010, 2011

Seleção Norte-Americana
- Copa Ouro da CONCACAF: 2005, 2007

## Artilharias
Seleção Norte-Americana
- Copa Ouro da CONCACAF: 2003 (4 gols)
- Copa Ouro da CONCACAF: 2005 (3 gols)

## Prêmios Individuais
Bayer Leverkusen II
- Atleta Jovem Norte-Americano Ano: 2000

San José Earthquakes
- Atleta Norte-Americano do Ano:  2003
- Prêmio Honda Melhor Jogador da MLS: 2002, 2003, 2004.

Los Angeles Galaxy
- Atleta Norte-Americano do Ano:  2004, 2009, 2010
- MLS Seleção de todos os Tempos: 2005 (Meia)
- Prêmio Honda Melhor Jogador da MLS: 2007, 2008, 2009, 2010

Everton Football Club
- Melhor Jogador do Clube no Mês: Janeiro/2010.

Seleção Norte-Americana
- Campeonato Mundial Sub-17: 1999 - Bola de Ouro
- Copa do Mundo: 2002 - Melhor Jogador Jovem
- Copa do Mundo: 2002 - Seleção 23 Melhores
- Copa Ouro da CONCACAF: 2002 - Best XI
- Copa Ouro da CONCACAF: 2003 - Best XI
- Copa Ouro da CONCACAF: 2005 - Best XI
- Copa Ouro da CONCACAF: 2007 - Menção Honrosa (Atacante)
- Copa Ouro da CONCACAF: 2011 - Segundo Gol Mais Bonito do Campeonato (Gol contra o México)